# Phare de Lover's Leap
Le phare de Lover's Leap est un phare situé dans la Paroisse de Saint Elizabeth (Comté de Cornwall), en Jamaïque.
Ce phare est géré par l'Autorité portuaire de la Jamaïque , une agence du Ministère des Transports .
Ce phare est inscrit à la liste des sites du patrimoine national en Jamaïque par le Jamaica National Heritage Trust (en).

## Description
le phare de Lover's Leap est le plus récent de la Jamaïque. C'est une tour cylindrique en acier de 30 m de haut avec une lanterne blanche et une galerie rouge octogonale. La tour est blanche avec une bande centrale rouge. Il est alimenté par trois sources d'alimentation différentes: un générateur, l'électricité du secteur et un ensemble de batteries.
C'est le plus haut phare de l'hémisphère occidental situé au sommet d'une falaise verticale spectaculaire d'environ 500 m de haut. La zone du phare a été développée comme une attraction touristique, avec un restaurant et une terrasse d'observation.
Identifiant : ARLHS : JAM-003  - Amirauté : J5341 - NGA : 14124 .

## caractéristique duFeu maritime
Fréquence : 10 secondes (W)
- Lumière :1 seconde
- Obscurité : 9 secondes

### Lien connexe
- Liste des phares à la Jamaïque